# Ensemble Weltkritik

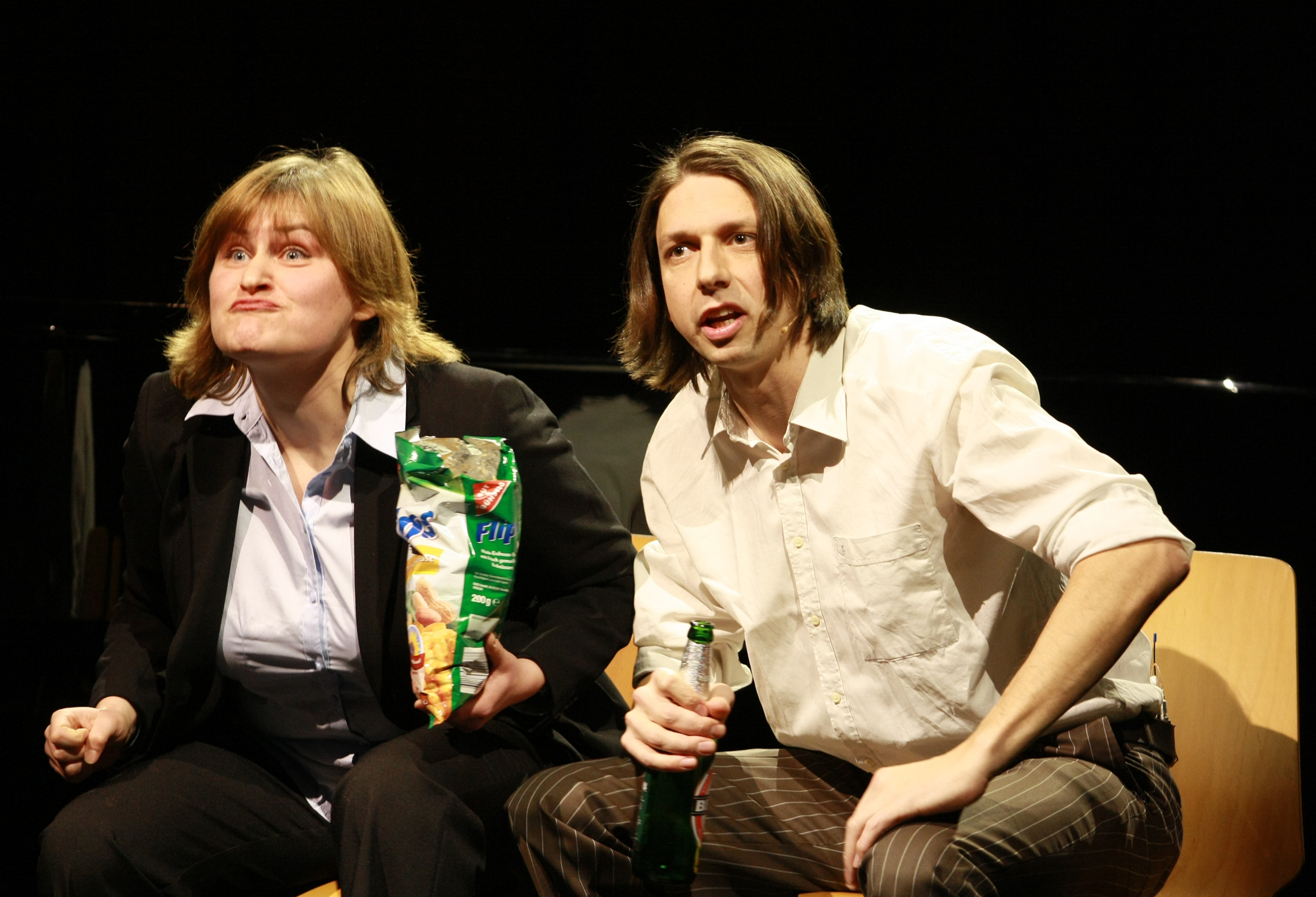
Ensemble Weltkritik, Freiburg 2012

Das Ensemble Weltkritik ist ein Leipziger Kabarett-Duo. Es besteht aus Bettina Prokert und Maxim Hofmann.

## Wirken
Prokert und Hofmann mimen in ihren Programmen die arbeitslosen Jungakademiker Silke Sumpf-Pretsch und Thomas Lühmlich, die vom Mitarbeiter Pöltnitz der Arbeitsagentur dazu genötigt wurden, im Rahmen einer AB-Maßnahme als Kabarettensemble aufzutreten. Vor diesem Hintergrund setzen sie sich mit gesellschaftlichen und politischen Themen satirisch auseinander. In ihren Programmen nehmen musikalische Einlagen und Improvisationen großen Raum ein.
Sie sind mit ihren Programmen deutschlandweit unterwegs und auch in Radio und TV präsent. So waren sie unter anderem Gast in der Sendung Jürgen von der Lippes Comedy Paten von Jürgen von der Lippe mit ihrer Patin Gabi Decker zu Gast. 2014 waren sie in der MDR-Show Comedy mit Karsten zu sehen.

## Programme
- Weltkritik – ein bunter Abend
- Talentefest
- Des Wahnsinns fetter Beutel

## Preise
- 2007 – Cabinet-Preis
- 2007 – Connewitzer Eichhörnchen
- 2007 – Der Rostocker Koggenzieher  in Silber
- 2008 – Bielefelder Kabarettpreis
- 2010 – Hofer Theresienstein
- 2012 – Klagenfurter Herkules (Jurypreis)[2]
- 2012 – Herborner Schlumpeweck